# Amore vuol dir gelosia
Amore vuol dir gelosia è un film del 1975 diretto da Mauro Severino.

## Trama
Un odontoiatra, Gian Galeazzo Silvani Abruzzo - che vive a Procida con moglie, farmacista avara e frigida, la madre e la suocera vedove, la nonna, due figlie e una cameriera - s'invaghisce della dirimpettaia, Corinna, moglie d'origine lombarda (è di Gallarate) di Amos, focoso vigile comunale, che a sua volta se l'intende con Amalia, una bollente macellaia vedova.

## Location
Girato a Procida, Napoli e Ischia.

## Colonna sonora
La colonna sonora, del Maestro Adolfo Waitzman, mette insieme malinconici tanghi argentini, melodie latineggianti e musica bandistica. Il brano «Amore e gelosia» è di Fabio Frizzi, Franco Bixio e Vince Tempera.

## Distribuzione
Distribuito dalla Agora il 10 ottobre 1975, con doppiaggio affidato alla CD.
Il film è uscito nella nazione co-produttrice del film, la Spagna, solo il 2 febbraio 1984, intitolata Yo no perdono un cuerno.